# Professeur Collumbien
Professeur Collumbien es una variedad cultivar de ciruelo (Prunus domestica), de las denominadas ciruelas europeas. Una variedad de ciruela francesa, conocida desde mediados del siglo XIX. Las frutas tienen una talla de tamaño mediano a grande, de forma ovalada, bastante regular, sutura delgada y poco profunda;epidermis presenta color marrón castaño brillante y cubierto con una pruina blanca azulada, finamente salpicado con muchos pequeños puntos  marrones. Pulpa de color amarillo, textura firme, ligeramente seca, dulce y sabrosa.

## Historia
'Professeur Collumbien' es una variedad de ciruela francesa del siglo XIX.
'Professeur Collumbien' se cultiva en la National Fruit Collection con el número de accesión: 1951 - 086 y nombre de accesión : Professeur Collumbien. El espécimen fue recibido en el «National Fruit Trials» (Probatorio Nacional de Frutas) en 1951 procedente del «Centre de Recherches» , Gante, Bélgica.

## Características
'Professeur Collumbien' árbol crece fuertemente, forma una copa esférica con ramas colgantes bastante pesadas y fructifica bastante tarde y a veces moderadamente. Autopolinizante. Tiene un tiempo de floración que comienza a partir del 11 de abril con el 10% de floración, para el 15 de abril tiene una floración completa (80%), y para el 25 de abril tiene un 90% de caída de pétalos.
'Professeur Collumbien' tiene una talla de tamaño mediano a grande, de forma ovalada, bastante regular, con peso promedio de 49.50 g, sutura delgada y poco profunda, transparente sobre toda la fruta;epidermis tiene una piel fuerte y ácida, presenta color marrón castaño brillante y cubierto con una pruina blanca azulada, finamente salpicado con muchos pequeños puntos marrones; pedúnculo largo y robusto se encuentra dentro de una cavidad profunda y ancha, de longitud media de 15.22 mm; pulpa de color amarillo, textura firme siendo algo esponjoso en la parte inferior de la fruta y cerca del tallo, ligeramente seca, dulce y sabrosa.
Hueso está suelto, se desgasta de forma irregular.
Su tiempo de recogida de cosecha se inicia en su maduración en la segunda quincena de agosto. Las frutas tienen una vida útil corta. Los frutos se agrietan cuando llueve.

## Usos
Se utiliza para su consumo en fresco, y muy apropiada en usos culinarios.